# ادوین کلی‌بروک
ادوین کِـلِـی‌بروک (انگلیسی: Edwin Claybrook؛ ‏ ۱۸۷۲ – ۲۸ فوریهٔ ۱۹۳۱) جراح اهل ایالات متحده آمریکا بود که بابت توصیف نشانه کلی‌بروک شهرت دارد. وی در سن ۵۸ سالگی در بیمارستانی در کومبرلند، مریلند درگذشت.